# 24 (TV-serie)
24 är en amerikansk TV-serie från 2001, skapad av Joel Surnow och Robert Cochran och producerad och distribuerad av 20th Century Fox Television.
Serien utspelar sig under 24 timmar i vad som avses vara realtid. Varje avsnitt beskriver händelserna under en timme, varje avsnitt är omkring 42 minuter. Serien har åtta säsonger producerade och totalt har man producerat 192 avsnitt och en tv-film.
Huvudrollsinnehavaren är Kiefer Sutherland i rollen som agenten Jack Bauer, som måste skydda Los Angeles från terrorister. Kiefer Sutherland vann en Golden Globe år 2002 i kategorin "Bästa manliga huvudroll i en tv-serie - Drama". Även själva tv-serien har också vunnit bland annat Golden Globe och Emmy i kategorier som exempelvis "Bästa dramaserie". Andra kända personer i serien är Teri, Jacks fru, dottern Kim (Elisha Cuthbert), agenten Tony Almeida (Carlos Bernard), Jacks vän, presidenten David Palmer (Dennis Haysbert) och infiltratören Nina Myers (Sarah Clarke).
Serien började sändas på FOX 6 november, 2001 därefter har alla säsonger sänts i Sverige på TV4.
Den första säsongen sändes i USA under 2001 och 2002 och den andra under 2002 och 2003. Den tredje säsongen sändes 2003 och 2004 och den fjärde 2005. Säsong fem hade säsongspremiär den 15 januari 2006 i USA och säsong sex började sändas i januari 2007 i USA. Säsong 7 blev försenad ett år på grund av manusförfattarstrejken, och började därför inte att sändas förrän i januari 2009. Säsong åtta började sändas i USA under januari 2010 och i februari i Sverige. Fox avslutade serien efter säsong 8 men avslöjade i maj 2013 att serien kommer tillbaka som 24: Live Another Day. Den nya tv-serien får en ny utformning där 24 avsnitt har kortats ner till 12 och händelseförloppet sker under 1 månads tid, inte en dag som det tidigare varit.

## Synopsis
Handlingen kretsar kring antiterroristagenten Jack Bauer, hans familj och hans kollegor vid Counter Terrorism Unit, CTU.

## TV-seriens popularitet i USA
"24" är en av de största tv-serierna i amerikansk tv, och är också en av få serier som i stort sett blivit starkare för varje år i USA.
| Säsong     | Start USA        | Final USA        | Tittarsiffror USA (miljoner) |
| ---------- | ---------------- | ---------------- | ---------------------------- |
| 1          | 6 november 2001  | 21 maj 2002      | 8,60                         |
| 2          | 29 oktober 2002  | 20 maj 2003      | 11,73                        |
| 3          | 28 oktober 2003  | 25 maj 2004      | 10,30                        |
| 4          | 9 januari 2005   | 23 maj 2005      | 11,90                        |
| 5          | 15 januari 2006  | 22 maj 2006      | 13,78                        |
| 6          | 14 januari 2007  | 21 maj 2007      | 13,00                        |
| Redemption | 23 november 2008 | 23 november 2008 | 12,12                        |
| 7          | 11 januari 2009  | 18 maj 2009      | 12,62                        |
| 8          | 17 januari 2010  | 24 maj 2010      | 9,31                         |

### Tv-seriens impopularitet i Sverige
Tv-serien har dock märkligt nog i Sverige blivit mindre populär för varje år. Första säsongen sändes på bästa sändningstid och hade runt en miljon i tittarsiffror, och var vid den tiden en av de största tv-serierna i landet. Även andra och tredje säsongen sändes på bästa sändningstid, men efter att serien blivit mindre och mindre populär valde man att lägga fjärde och femte säsongen på sämre sändningstider. När det var dags för sjätte säsongen ville TV4 satsa på serien igen och lade den på bästa sändningstid. Det misslyckades dock, så tv-filmen Redemption och sjunde säsongen fick sämre sändningstider när de kom. Idag äger den första visningen rum på TV400 medan reprisen kommer på vanliga TV4.

## Säsonger

### Säsong ett
Första säsongen handlar om att den amerikanska antiterroristbyrån CTU i Los Angeles som ska försöka avvärja ett mord på presidentkandidaten senator David Palmer, som har stora chanser att bli den första svarta presidenten i USA. Säsongen utspelar sig mellan kl.00:00 och kl.24:00 (västkusttid), dagen för primärvalet i Kalifornien. Jack Bauer, seriens återkommande hjälte, dras in i en härva av intriger där hans egen familj spelar en stor roll. Bauer har ett dygn på sig att försöka stoppa lönnmördarna och rädda sin dotter Kim och sin fru Teri.

### Säsong två
Andra säsongen tar vid ett och ett halvt år efter den första, och startar och slutar kl.08:00 (västkusttid). Allt börjar med att David Palmer, som nu är president, får ett meddelande om att terrorister har planer på att detonera ett kärnvapen i Los Angeles och förinta staden och dess invånare. Jack Bauer, som blivit inaktiv och deprimerad, dras in i intrigernas centrum igen och president Palmer, som fått förtroende för Jack, vill ha honom ombord på CTU för att avvärja kärnvapenhotet. Dagen kommer att bli lång och mycket mer plågsam än tidigare för Jack.

### Säsong tre
Tredje säsongen börjar tre år efter händelserna i säsong två. Den startar och slutar kl.13:00 (västkusttid). Jack Bauer har en topp-position på CTU igen men har i hemlighet, efter ett undercover-uppdrag, utvecklat ett heroinberoende. Hans dotter Kim har även hon börjat arbeta på CTU och har en affär med sin fars kompanjon Chase Edmunds. David Palmer klarade sig från attentatet tre år tidigare och det är nyval i USA där skandalerna regnar ned över Palmer. USA och Los Angeles blir utsatt för ännu ett hot, denna gång i form av ett livsfarligt virus som kan komma att utplåna landets befolkning. Jack Bauer får i uppdrag att avvärja hotet och denna intrigspiral sänder honom från Los Angeles till Mexiko och tillbaka till Los Angeles igen.

### Säsong fyra
18 månader efter händelserna från säsong tre. Säsongen startar och slutar kl.07:00 (västkusttid). Jack Bauer har fått jobb inom USA:s försvarsdepartement, sedan den nya hårda CTU-chefen Erin Driscoll gett honom sparken från CTU på grund av hans missbruk.
Dagen börjar med att försvarsministern James Heller och hans dotter Audrey, som Jack dessutom har ett förhållande med, åker till James Hellers son Richard Heller. Jack Bauer får åka till CTU istället för Heller för budgetförhandling. Under tiden grips en misstänkt person för en tågbombning och information indikerar att ännu en attack är på väg. Jack tar sig in i förhörsrummet och låser dörrarna där den misstänkte sitter och medan CTU:s personal försöker låsa upp dörren skjuter Jack den misstänkte i benet och tvingar ur honom information om nästa attack. Den misstänkte skriker att försvarsministern är målet. Just när Jack ringer och berättar detta, avfyras en raket mot en skåpbil och terroristerna får Heller och Audrey i sina händer.
De förs till terroristernas tillhåll där de hålls fångna och Heller ska "ställas inför rätta" för brott mot mänskligheten, samtidigt som allt TV-sänds. CTU planerar att spränga hela byggnaden för att hindra förödmjukelsen för landet och för att deras liv inte går att rädda. Då tar sig Jack Bauer in i byggnaden, skjuter ner några av terroristerna och räddar gisslan. Terroristernas ledare i byggnaden kommer ut och tar Audrey som gisslan men Jack räddar henne.
När de återvänder till CTU får de reda på att målet med tågbombningen var att få tag på en maskinvara vid namn Dobson Override, tillverkat av företaget McLennan-Forster och som skulle användas till att reglera temperaturen i kärnreaktorer. Jack Bauer och Audreys man Paul Raines åker till företagets huvudkontor och får reda på att terroristen Habib Marwan tog en av deras anställdas identitet. Marwan försöker orsaka härdsmälta i alla USA:s kärnkraftverk och lyckas få ett att kollapsa, vilket tvingar president Keeler att ta skydd genom att vara flygburen i Air Force One.
Företaget försöker stoppa Jack och Paul från att få tag på information som skulle kunna skada deras anseende, vilket slutar med att Paul Raines blir skjuten när han ställer sig mellan Jack och en inkommande kula. Samtidigt blir presidentens plan beskjutet och presidenten blir svårt skadad, vilket leder till att vicepresidenten får ta kontroll över landet. Flera olika spår följs upp och slutligen lyckas Jack fånga ledaren Habib Marwan. Det är dock för sent, en kärnvapenbestyckad raket avfyras och CTU lägger energi på att lista ut vad dess mål är. Slutligen skjuts raketen ner strax innan den träffar sitt mål, Los Angeles.
Flera parallella historier utspelar sig under säsongen, precis som tidigare. I denna säsong följs bland annat familjen Araz som är med och planerar attacken, och man ser hur sonen vänder sig mot föräldrarna, modern försöker rädda honom och slutligen dödas. En annan parallell historia är Jack och Audreys kärleksrelation. Sedan hon räddats från kidnappningen dyker hennes man upp och hon får se sidor hos Jack som hon inte tycker om. I slutändan väljer hon sin make Paul, men han dör till följd av Jacks handlande. En annan parallell historia handlar om Jacks behörighet att arbeta för CTU. Han får flera olika tillfälliga tillstånd att leda arbetet, arbetar under täckmantel och får hjälp av medsvurna på CTU, får nytt tillstånd, går emot presidentens direkta order, blir friad och får nytt uppdrag att leda arbetet och så vidare.

### Säsong fem
18 månader efter händelserna under den fjärde dagen har den före detta agenten Jack Bauer fått jobb på en oljerigg i Los Angeles. Säsongen startar och slutar kl.07:00 (västkusttid). President Charles Logan är i Los Angeles, på väg att skriva under ett avtal med den ryska presidenten, men under samma dag som den ryska presidenten kommer till USA blir en rad agenter lönnmördade. Ryska terrorister tar kontroll över en flygplats och stulna nervgastuber. 60 personer hålls som gisslan. Jack Bauer har gömt sig inne på flygplatsen, men när en nära vän blir hotad till livet träder han fram och blir tillfångatagen av terroristerna.
CTU gör en räddningsinsats och lyckas rädda alla i gisslan, men en man saknas. Terroristernas första mål blir ett köpcentrum, Jack Bauer hinner varna säkerhetschefen i tid och ett fåtal personer dör av sentoxgasen. Jack följer efter en av terroristerna och när terroristen väl är där så är hans kompanjoner borta. Deras andra måltavla blir en naturgasanläggning där Vladimir Bierko (Ledaren) bestämmer sig för att tömma alla nervgastuber. Men Jack hinner få tag på viktig information och får reda på vad deras nästa måltavla blir. När han och agenterna kommer dit, börjar gasen att sprida sig och om inte Jack Bauer hinner stoppa gasen att ta sig fram så räknar man med att över 100 000 människor kommer att dö.
Den största skurken är president Charles Logan som är den ansvarige för terroristdåden. Han övermannas i de sista avsnitten av sin fru Marta och Jack Bauer. Det sista som händer är att Jack blir tillfångatagen av kineserna som anser att han är ansvarig för en persons död på kinesiska ambassaden i säsong 4.

### Säsong sex
Den sjätte säsongen tar vid 20 månader efter att Jack blivit tillfångatagen av kineserna. Säsongen startar och slutar kl.06:00 (västkusttid). Bauer har under dessa 20 månader hela den tiden suttit i kinesiskt fängelse och kineserna har förgäves torterat honom i hopp om att han skulle avslöja viktig information för dem. De senaste 11 veckorna har terrorister slagit till i flera städer i USA. Myndigheterna har inte mycket att gå på och hela tiden sker nya attentat. När så en av terroristerna kontaktar CTU med löfte om att avslöja var terroristledaren befinner sig så inser man att det är enda sättet att få ett slut på terrorattackerna. Terroristen har däremot ett par krav: 25 miljoner dollar och Jack Bauer. Wayne Palmer, som nu är president, ser till att Jack förs till USA. För att få ett slut på attentaten måste Jack Bauer offras.
Säsong sex började sändas den 14 januari 2007 i USA.

### Redemption
För att binda ihop säsong sex och sju sändes ett två timmar långt specialavsnitt, "Redemption", i amerikansk TV den 23 november 2008. Detta avsnitt kallades tidigare "Exile". Det släpptes på DVD redan den 25 november i USA. Detta specialavsnitt sändes i svensk tv (TV 400) den 8 februari 2009, och släpptes på DVD den 11 februari i Sverige.
Denna tv-film startar kl.15:00 och slutar kl.17:00 (västafrikansk tid), och utspelar sig på dagen då den nya amerikanska presidenten ska sväras in, drygt 3,5 år efter sjätte säsongen.
Jack Bauer lever nu i exil i det krigsdrabbade landet Sangala i Afrika, och hjälper sin vän Carl Benton att hålla igång en skola. Samtidigt pågår ett samarbete mellan USA:s och Sangalas regering för att få bort en krigsherre i Sangala vid namn Juma. General Juma börjar under dagen att samla ihop barnsoldater till sin armé för att kunna ta över makten i Sangala. Detta leder till att Bauer måste göra allt vad han kan för att skydda eleverna på skolan...
I filmen får man följa händelserna både från Washington DC och Sangala.

### Säsong sju
Säsong sju började sändas januari 2009.
Den utspelar sig i Washington DC, 4 år efter sjätte säsongen, och några månader efter "Redemption". Säsongen startar och slutar kl.08:00 (ostkusttid).
CTU:s verksamhet har nu upphört, eftersom enheten påståtts bryta mot mänskliga rättigheter. Jack Bauer sitter i kongressförhör på grund av tortyr mot terroristmisstänkta personer, då han plötsligt blir upphämtad av FBI. USA:s infrastruktur är hotad, och FBI tror sig behöva Bauers hjälp, då en av hans gamla bekanta verkar ligga bakom attentaten...
I Sverige hade säsong 7 TV-premiär den 8 februari på TV400. Den sändes också på TV4 under våren och sommaren 2009.
Den sjunde säsongen skulle egentligen ha startat 2008 i USA, men på grund av manusförfattarstrejken valde man att flytta fram säsongen ett år, då alla avsnitt inte var färdigproducerade. Anledningen till att FOX väntade tills 2009 med att börja sända var att de ville visa hela säsongen utan uppehåll, något de har gjort sedan fjärde säsongen, då de anser att tittarsiffrorna blir bättre utan uppehåll.

### Säsong åtta
Säsong åtta började sändas i januari 2010. Den utspelar sig i New York, 8 månader efter sjunde säsongen. Säsongen startar och slutar klockan 16.00 (östkusttid).
I säsong 8 får man följa bland andra Jack Bauer, Chloe O'Brien, agent Renee Walker och president Allison Taylor då terrorister gör allt i sin makt att stoppa ett fredsfördrag mellan USA och det fiktiva IRK.

## Förnyat format 2014
En långfilm fanns under flera år i planerna efter den åttonde säsongen, men planerna skrotades och man valde istället att förnya TV-serieformatet. I det nya formatet har serien 12 avsnitt istället för 24, men hela säsongen kommer fortfarande att utspela sig under ett dygn. Eftersom varje avsnitt utspelar sig under en timme kommer vissa timmar på dygnet att hoppas över i serien. Den nionde säsongen har fått titeln 24: Live Another Day och spelas in i London. Serien har premiär den 5 maj i USA. Kiefer Sutherland återkommer i rollen som Jack Bauer. Återkommer gör även skådespelarna Mary Lynn Rajskub, Kim Raver och William Devane.

## DVD
| Säsong                          | Avsnitt | TV-premiär i USA | Release-datum Region 1 | Release-datum Sverige |
| ------------------------------- | ------- | ---------------- | ---------------------- | --------------------- |
| Säsong 1                        | 24      | 6 november 2001  | 17 september 2002      | 5 mars 2003           |
| Säsong 2                        | 24      | 29 oktober 2002  | 9 september 2003       | 21 april 2004         |
| Säsong 3                        | 24      | 28 oktober 2003  | 7 december 2004        | 7 december 2005       |
| Säsong 4                        | 24      | 9 januari 2005   | 6 december 2005        | 22 februari 2006      |
| Säsong 5                        | 24      | 15 januari 2006  | 5 december 2006        | 29 november 2006      |
| Säsong 6                        | 24      | 14 januari 2007  | 4 december 2007        | 26 september 2007     |
| Redemption                      | 1       | 23 november 2008 | 25 november 2008       | 11 februari 2009      |
| Säsong 7                        | 24      | 11 januari 2009  | 19 maj 2009            | 5 augusti 2009        |
| Säsong 8                        | 24      | 17 januari 2010  | 14 december 2010       | 3 november 2010       |
| 24: Live Another Day (säsong 9) | 12      | 5 maj 2014       |                        |                       |

## Huvudroller och gäster

### Huvudskådespelare
| - Jack Bauer - Kiefer Sutherland - Teri Bauer - Leslie Hope - Nina Myers - Sarah Clarke - Kim Bauer - Elisha Cuthbert - David Palmer - Dennis Haysbert - Kate Warner - Sarah Wynter - George Mason - Xander Berkeley - Sherry Palmer - Penny Johnson - Tony Almeida - Carlos Bernard - Michelle Dessler - Reiko Aylesworth - Chase Edmunds - James Badge Dale - Audrey Raines - Kim Raver - Erin Driscoll - Alberta Watson - James Heller - William Devane - Sarah Gavin - Lana Parrilla - Curtis Manning - Roger Cross - Chloe O'Brian - Mary Lynn Rajskub - Bill Buchanan - James Morrison | - Charles Logan - Gregory Itzin - Edgar Stiles - Louis Lombardi - Martha Logan - Jean Smart - Wayne Palmer - D. B. Woodside - Tom Lennox - Peter MacNicol - Karen Hayes - Jayne Atkinson - Milo Pressman - Eric Balfour - Morris O'Brian - Carlo Rota - Nadia Yassir - Marisol Nichols - Sandra Palmer - Regina King - Ethan Kanin - Bob Gunton - Henry Taylor - Colm Feore - Renee Walker - Annie Wersching - Larry Moss - Jeffrey Nordling - Janis Gold - Janeane Garofalo - Sean Hillinger - Rhys Coiro - Allison Taylor - Cherry Jones - Cole Ortiz - Freddie Prinze Jr. |

### Gästskådespelare
| - Mike Novick - Jude Ciccolella - Aaron Pierce - Glenn Morshower - Ryan Chappelle - Paul Schulze - Adam Kaufman - Zachary Quinto - John Keeler - Geoff Pierson - Rick Allen - Daniel Bess - Lynn McGill - Sean Astin - Lynne Kresge - Michelle Forbes - Habib Marwan - Arnold Vosloo - Abu Fayed - Adoni Maropis - Victor Drazen - Dennis Hopper - Andre Drazen - Željko Ivanek - Alexis Drazen - Misha Collins - Marie Warner - Laura Harris - Ramon Salazar - Joaquim de Almeida - Gael Ortega - Jesse Borrego - Noah Daniels - Powers Boothe - Keith Palmer - Vicellous Shannon | - Cheng Zhi - Tzi Ma - Ira Gaines - Michael Massee - Mike Doyle - Rick Schroder - Marilyn Bauer - Rena Sofer - Behrooz Araz - Jonathan Ahdout - Dina Araz - Shohreh Aghdashloo - Yuri Suvarov - Nick Jameson - Walt Cummings - John Allen Nelson - Bob Warner - John Terry - Vladimir Bierko - Julian Sands - Christopher Henderson - Peter Weller - Claudia Hernandez - Vanessa Ferlito - Lisa Miller - Kari Matchett - Carrie Turner - Lourdes Benedicto - Josh Bauer - Evan Ellingson - Philip Bauer - James Cromwell - Anatoly Markov - John Noble - Stephen Saunders - Paul Blackthorne - Hamri Al-Assad - Alexander Siddig |

## Priser

### Emmy Awards
2002
Outstanding Single Camera Picture Editing for a Series - Chris G. Willingham för avsnittet "7:00 A.M - 8:00 A.M.".
Outstanding Writing for a Drama Series - Joel Surnow, Robert Cochran för avsnittet "Midnight - 1:00 A.M." (pilot).
2003
Outstanding Music Composition for a Series (Dramatic Underscore) - Sean Callery för avsnittet "10:00 PM - 11:00 P.M."
2004
Outstanding Casting for a Drama Series - Debi Manwiller, Peggy Kennedy.
Outstanding Single-Camera Picture Editing for a Drama Series - Chris G. Willingham för avsnittet "10:00 AM - 11:00 AM".
Outstanding Single-Camera Sound Mixing for a Series - Mike Olman, Ken Kobett, William Gocke för avsnittet "5:00 PM - 6:00 PM".
2005
Outstanding Single-Camera Sound Mixing for a Series - William Gocke, Mike Olman, Ken Kobett för avsnittet "6:00 AM - 7:00 AM".
Outstanding Sound Editing for a Series - William Dotson, Cathie Speakman, Pembrooke Andrews, Jeffrey R. Whitcher, Shawn Kennelly, Jeff Charbonneau, Laura Macias, Vince Nicastro för avsnittet "12:00 PM - 1:00 PM".
Outstanding Stunt Coordination - Matthew Taylor för avsnittet "12:00 PM - 1:00 PM".
2006
Outstanding Directing for a Drama Series - Jon Cassar för avsnittet "7:00 AM - 8:00 AM".
Outstanding Drama Series - Joel Surnow, Robert Cochran, Howard Gordon, Evan Katz, Brian Grazer, Kiefer Sutherland, Michael Loceff, Stephen Kronish, Jon Cassar, Manny Coto, David Fury, Michael Klick, Brad Turner.
Outstanding Lead Actor in a Drama Series - Kiefer Sutherland.
Outstanding Music Composition for a Series (Original Dramatic Score) - Sean Callery för avsnittet "6:00 AM - 7:00 AM". Outstanding Single-Camera Picture Editing for a Drama Series - David Latham för avsnittet "7:00 AM - 8:00 AM".
2007
Outstanding Sound Editing for a Series - William Dotson, Cathie Speakman, Jeffrey R. Whitcher, Pembrooke Andrews, Shawn Kennelly, Rick Polanco, Vic Radulich (sound editor) Jeff Charbonneau, Laura Macias, Vince Nicastro för avsnittet "10:00 PM - 11:00 PM".

### Golden Globe Awards
2002 Golden Globe Awards
Best Performance by an Actor in a Television Series - Drama - Kiefer Sutherland.
2004 Golden Globe Awards
Best Television Series - Drama.

## Andra media

### Tecknad serie
TV-serien har också givit upphov till den tecknade serien 24.

### Filmatisering
Teamet bakom tv-serien har aviserat att man arbetar på en spelfilm baserad på serien.